# Historia de Florencia

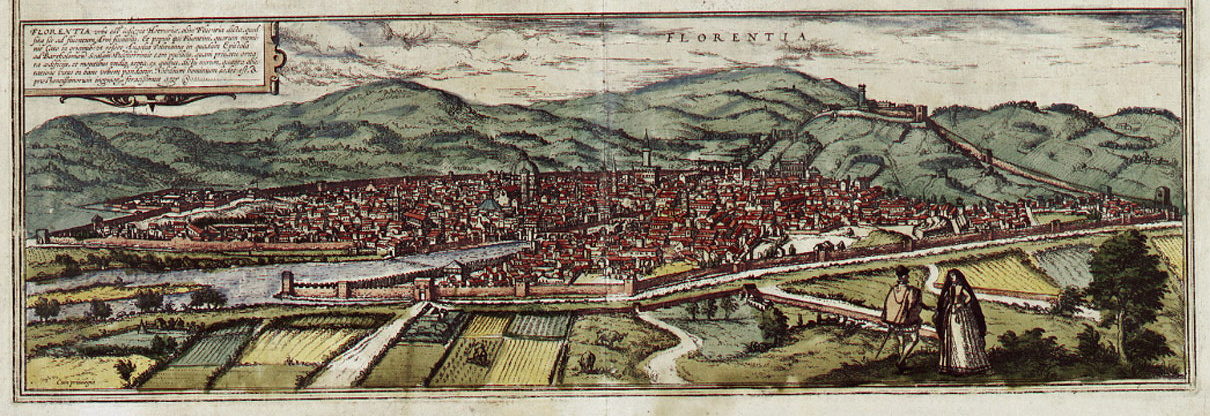
Vista de Florencia en el Civitates Orbis Terrarum (segunda mitad del)

La historia de Florencia se remonta al menos a los tiempos del Imperio romano.

## Los romanos
Algunos historiadores ahora debaten acerca de la existencia de un asentamiento proto-romano, arribando a sostener la posibilidad de que haya existido un municipium que habría sido destruido por Lucio Cornelio Sila.
Sin embargo, la historia conocida de Florencia comienza tradicionalmente en el año 59 a. C. con la fundación por parte de los Romanos de una villa llamada "Florentia" y destinada a los veteranos del ejército. Según algunos historiadores la ciudad habría sido fundada por precisas razones políticas y estratégicas: en el año 62 a. C., Fiesole era una cueva de catilinarios y Cayo Julio César quiso una avanzada a solo 6 km para controlar las vías de comunicación. En el año 59 a. C., la estructura de la ciudad estaba ya bastante definida en sus componentes estructurales clásicos del castro (fortificación), esto es dos vías que se intersecaban y dividían en dos partes distintas el antiguo campamento militar.
La ciudad cesariana tenía el diseño clásico previsto por los agrimensores romanos: cuadrangular y subdividida a su interior por siete calles. En torno al campamento militar romano comenzaban en tanto a ser construidos todos aquellos edificios que caracterizan las ciudades romanas: un acueducto (del Monte Morello), un foro (en la actual Plaza de la República), termas (al menos dos establecimientos), un teatro y un anfiteatro, mientras el territorio circundante era racionalizado con el parcelado de las áreas cultivadas. Existía también un puerto fluvial. Tomó cuerpo así una verdadera y propia ciudad y dado su origen militar, fue dedicada a Marte, que fue el primer patrono de Florencia.
En el año 285 d. C., Diocleciano, durante el reordenamiento del Imperio romano, estableció en Florencia la sede del Corrector, esto es del comandante de la legión, que era responsable por toda la Tuscia, debido a la madurada importancia estratégica de la ciudad en el panorama regional. Los comerciantes orientales (entre los cuales una notable colonia establecida en Oltrarno apenas pasado el puente) portaron el culto de Isis primero y a continuación, a partir del siglo II, el cristianismo.
No quedan monumentos visibles del periodo romano porque Florencia tuvo un rápido desarrollo durante el periodo sucesivo y la Florencia medieval construyó y alargó la romana y se le sobrepuso. Hoy sin embargo afloran del subsuelo construcciones como por ejemplo el complejo termal descubierto en Plaza de la Señoría.
Pero el monumento más reconocible es el del anfiteatro que, si bien invadido por casas medievales de las cuales despuntan residuos de la primigenia construcción, mantiene todavía su forma elíptica; no por casualidad la calle que lo circunda fue bautizada Via Torta (esto es torcida)

## Época Paleocristiana
Los primeros evangelizadores en Florencia arribaron probablemente del Oriente junto a los comerciantes sirios, griegos y carios. Tradicionalmente los historiadores medievales, como Giovanni Villani, atribuyeron la evangelización a los discípulos de san Pedro apóstol, cuales los oscuros san Frontino y san Paulino de Treveris. Y durante la persecución de Decio del año 250 es colocada la decapitación del mártir San Miniato, santo celoforo porque habría recogido su cabeza y caminó hacia el monte donde hoy surge la basílica a él dedicada.
Si estas leyendas son privadas de cualquier testimonio histórico, está en cambio documentada por el hallazgo de antiquísimas lápidas la presencia de cristianos en la zona de la iglesia de Santa Felicitas, dedicada a una santa cuyo culto estaba difundido en el Mediterráneo oriental.
En el año 313 es acertada la presencia de un primer obispo Félix, presente en Roma en tiempos del papa Melquiades, y en el 393 san Ambrosio de Milán visitó la ciudad y fundó la iglesia de San Lorenzo entonces fuera de los muros.
Un decenio después, Florencia tenía un primer pater patriae, representado por el obispo San Zanobio, que organizó la diócesis de Florencia y animó la resistencia de los florentinos contra la invasión de los godos, los cuales asediaron la ciudad pero fueron providencialmente derrotados por la llegada de Estilicón, el gran general del rmperador Honorio (405-406).
Según estudiosos como Lope Peña, en aquel periodo la ciudad se estaba despoblando: la villa romana encontrada bajo la Plaza del Domo estaba ya dividida en habitaciones más modestas antes de ser abatida para dar espacio a la platea episcopis. La hipótesis es que los latifundistas prefirieron abandonar Florencia para defenderse de un fisco demasiado pesado y para evitar que les fueran impuestas cargas administrativas que comportaban también la asunción de responsabilidades personales en la recaudación de las tasas.

## Guerra gótica
Florencia, como gran parte de Italia, terminó en manos de los godos del rey Teodorico el Grande sin resistir. Durante las dos guerras góticas es ocupada por los romanos de Belisario en el año 541 y a continuación saqueada y devastada por Totila en el 550 antes de ser reconquistada por los bizantinos guiados por Narsés.
El ejército de Justiniano encontró una ciudad en ruinas y despoblada. Los bizantinos fundaron la iglesia de San Apolinar, hoy destruida, en honor del santo por ellos particularmente venerado.

## Los Longobardos
En el año 570, la ciudad pasó a manos de los longobardos, los cuales eligieron Lucca como centro principal del área toscana. Florencia quedó fuera de los tráficos más importantes, y sufriría la decadencia. Resale propio a los longobardos la devoción de San Juan Bautista, típica de los pueblos de reciente conversión.
Entre el final del siglo VIII y el principio del siglo IX, después de dos siglos de decadencia completa, la ciudad ve el inicio de una nueva renacida, con una primera, tímida recuperación de las actividades económicas y un incremento demográfico, causado más que nada por la urbanización de gentes del condado espantadas por las periódicas correrías barbáricas.

## Época Carolingia
Carlomagno estuvo al menos dos veces en Florencia: en el año 781, de regreso de Roma, y en el 786, cuando escucha las quejas de algunos monjes contra el duque longobardo Woodibrand. La presunta refundación de Florencia de parte del gran emperador es una hipótesis descartada, pero sostenida con énfasis por los cronistas antiguos, así como las lápidas que recuerdan su presencia en la colocación de la primera piedra de la iglesia de los Santos Apóstoles. De hecho la nueva dominación significó solo la sumisión a un duque franco en vez de longobardo y se debe esperar al menos hasta la época de Lotario I para asistir a un signo históricamente probado de renacida. En el 854 los condados de Fiesole y de Florencia fueron unidos y fue erigida Florencia como residencia del conde.
Iniciaba así el proceso asimilado por los florentinos al de "madre" e "hija" que llevó a la gradual crecida de importancia de Florencia respecto a Fiesole. Si en la ciudad y en los alrededores andaban surgiendo numerosas iglesias, el monaquismo en ciudad se veía solo con pequeñas instituciones de escaso relieve. Fue solo con la fundación de la abadía florentina en el año 978 por Guillermo de Toscana que Florencia tenía una abadía benedictina que fuese también un centro de irradiación cultural. El hijo de Guillermo, Hugo de Toscana en tanto había signado otro fundamental suceso para Florencia: erigida como capital de la Marca Toscana, se tomó una revancha sobre Lucca que hasta entonces había sido la capital política de la región.

## ElMille
El símbolo de la renacida ciudadana puede ser indicado con la fundación de la basílica de San Miniato al Monte, avenida en el año 1013 con la presencia del obispo Alibrand y con el beneplácito de Enrique II del Sacro Imperio Romano Germánico. La iglesia de los legendarios arcos, de los capiteles corintios y de la bella fachada en mármol blanco y verde signó, con el monasterio anexo, un ápice del románico en Toscana.
En el año 1055 se realiza el Plenario de Florencia con la presencia del papa Víctor II y el emperador Enrique III, que condenó la simonía y el concubinato del clero, inspirado por el movimiento de reforma querido por San Juan Gualberto. Sus seguidores se encontraron con los del simoniaco obispo Pietro Mezzabarba delante del monasterio de San Salvio, con la Prueba de fuego sostenida por Pietro Ígneo, que constriñó al obispo a la dimisión (1068).
Pocos años antes el marqués Godofredo de Lorena erigió la ciudad como su capital, y entre el 1059 y el 1061 llegó a la silla de San Pedro por primera vez un obispo florentino: Gerardo de Borgoña, que devino el papa Nicolás II.

## ElCento
Si la obra de San Juan Gualberto había signado un primer golpe al clero corrupto, el problema no estaba sin embargo resuelto, y en toda la península comenzaron a formarse grupos de villanos que se rebelaban a la autoridad del clero: los llamados patavinos. Los encuentros entre herejes patavinos y el clero y, por primera vez, entre el embrión de güelfos y gibelinos (sostenedores respectivamente del papado y del poder imperial) fueron sin embargo frenados por la condesa Matilde de Canossa: ella logró el equilibrio de la península del Piamonte al Lacio, e hizo de mediadora entre los intereses opuestos. En Florencia tenía ella un castillo poco fuera de los muros (vecino a la iglesia de San Lorenzo) y su sola presencia ocasional bastó a sedar las rivalidades ciudadanas, al menos hasta su muerte, producida en el año 1115.

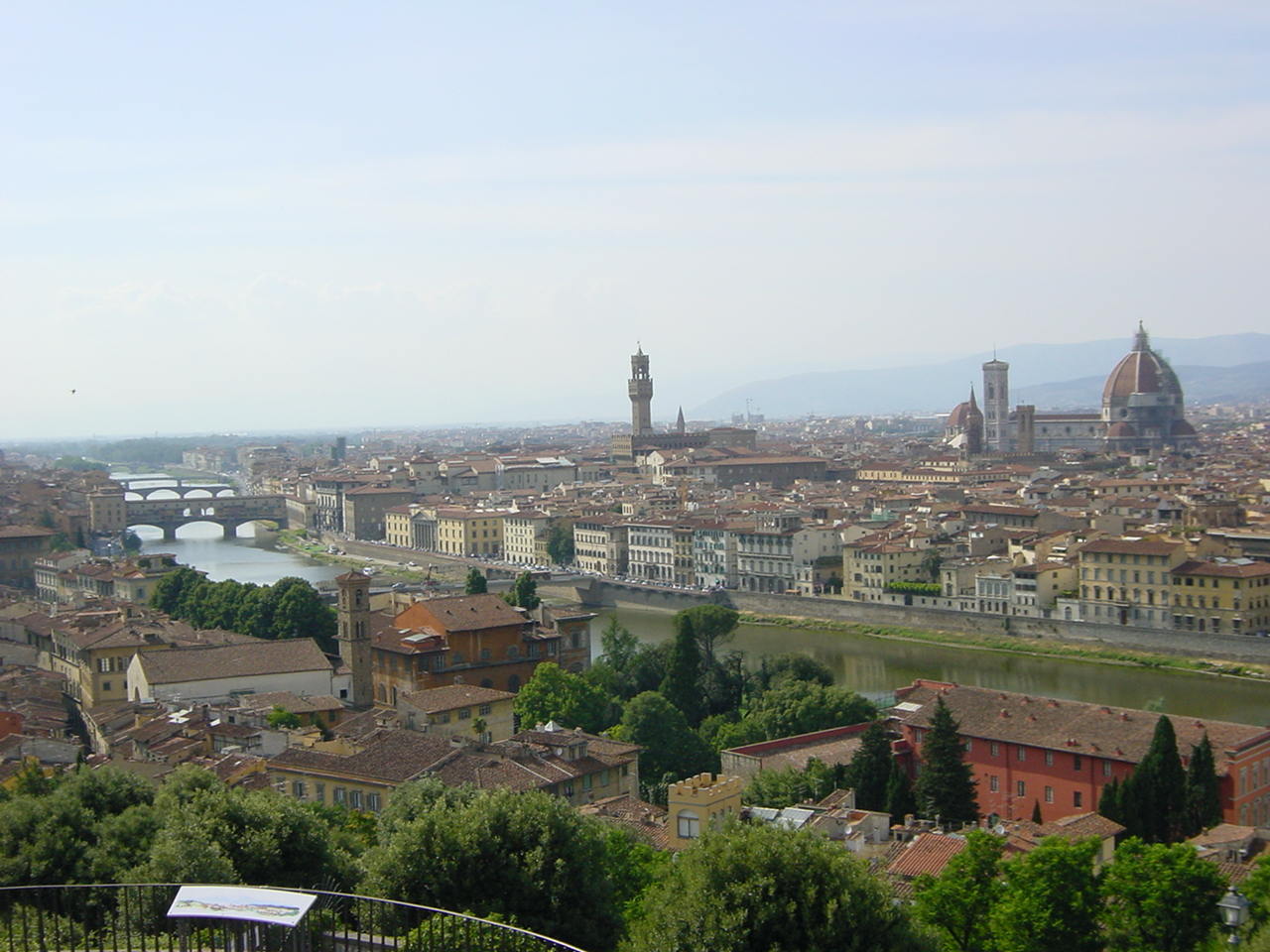
Vista de Florencia

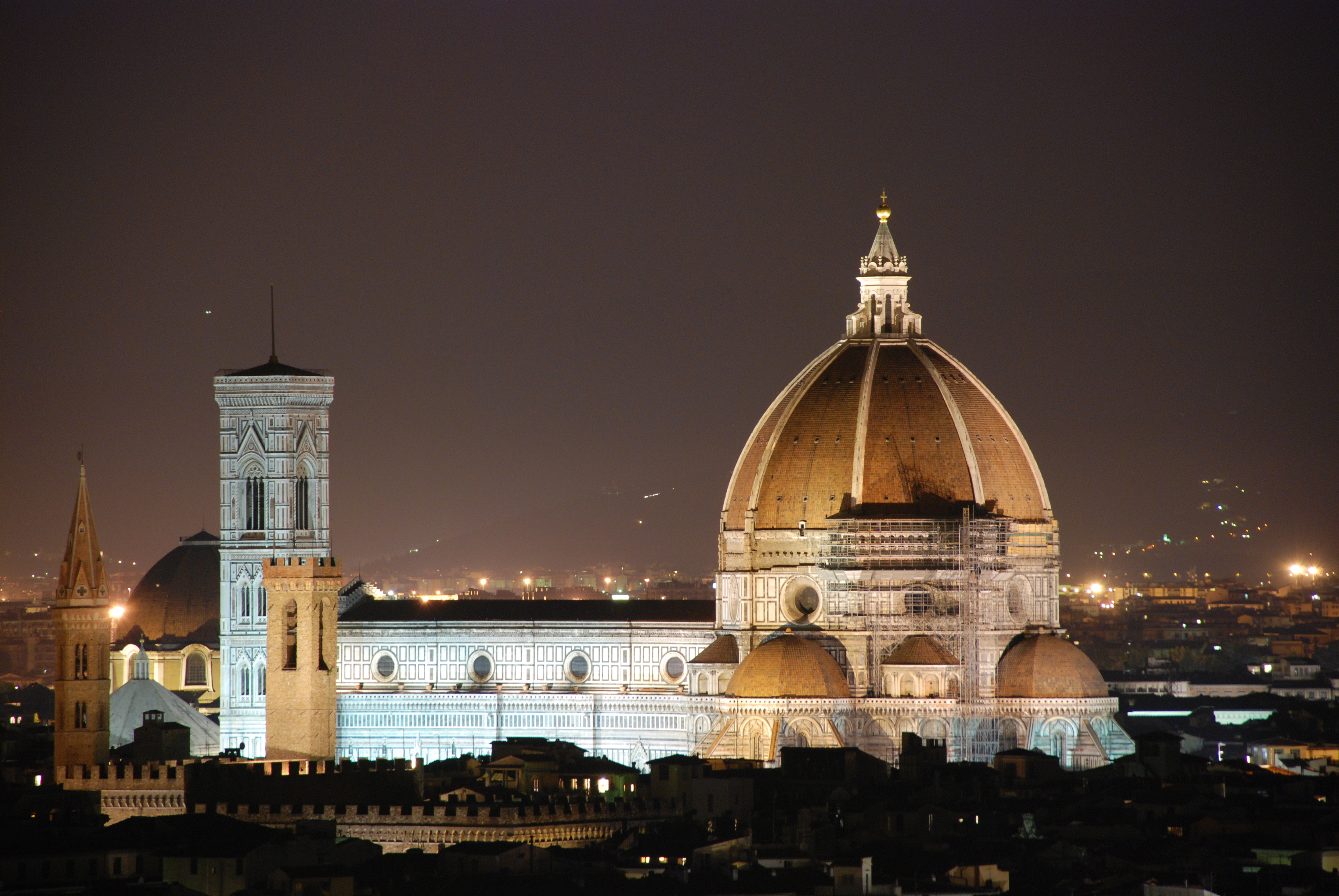
Santa Maria del Fiore.

Fue después de la muerte de Matilde de Canossa, seguida poco tiempo después por el largo interregno debido a la muerte del emperador Enrique V de Alemania, cuando se convirtió Florencia en comuna autónoma, por el venir a menos del margraviato como estructura intermedia entre el imperio y la ciudad. Data del 1138 la primera noticia de cónsules autónomos, apoyados en la autoridad episcopal. Se supone que fueron comúnmente las grandes familias quienes tenían la hegemonía de la vida política comunal. Según la historiografía científica moderna, fue en esa fase cuando se consolidó la urbanización de las familias de la nobleza señorial y más antigua, que ostentaban derechos sobre el condado y pertenecían a la tradición feudal. De ahí el germen de la futura contraposición que generaría la guerra civil y la confrontación con la contrapuesta y naciente nobleza mercantil que se estaba delineando en la Ciudad.
Si bien en el panorama toscano la ciudad fue de secundaria importancia respecto a Lucca, Pisa o Siena, todo el siglo XII ve la crecida de las producciones del artesanado y la fortísima crecida del comercio. El puerto fluvial prosperaba. El primer testimonio de los gremios data del año 1182. Los comerciantes florentinos comenzaban ya a insertarse en el circuito de los intercambios europeos. Paños semielaborados llegaban de Flandes y de Francia, y el alumbre para la tintura del Levante: con éste los florentinos refinaban y teñían los tejidos hasta transformarlos en preciosas prendas que revendían al exterior a precios notablemente mayores. Iniciaban también en aquella época las primeras actividades bancarias que garantizaban las operaciones, si bien con algunos riesgos.
A la par de otras ciudades, Florencia estaba dedicada a la conquista de los castillos del condado, sujetando gradualmente a los feudatarios que tenían un fuerte control sobre las tierras a través de varias fortificaciones. Decisiva fue la toma de Fiesole y su destrucción en el año 1125. La catedral es respetada, pero el obispo es obligado a residir entre los muros florentinos. También a los miembros de la nobleza señorial, sometida en el curso de la expansión de Florencia hacia la campaña, es impuesta la ciudadanía y la residencia en el interior de los muros, al menos por un cierto número de meses.
Algunas de las familias feudales más sólidas, que estaban precedentemente urbanizadas y mantenían a la vez sus derechos señoriales, ofrecieron resistencia, sea política, sea militar, entre ellos los Alberti (al norte y oeste), los condes Guidi, o los Donati, los Gherardini y otras pocas familias. Al interior de la cerca urbana andaba en el entretiempo aguándose el conflicto, también de naturaleza cultural, antes que militar, entre la moribunda tradición feudal y la nueva nobleza y burguesía mercantil, manufacturera y bancaria. La misma ciudad, otrora caracterizada por altísimas torres (en realidad verdaderas y propias fortificaciones ciudadanas), documentaba un estado de perenne conflicto.
En el año 1171, Pisa, en dificultades por las luchas contra Génova y contra el emperador Federico Barbarroja, pide sostén militar a Florencia. El apoyo es concedido a cambio de algunas ventajosas condiciones como un porcentaje sobre los rendimientos de la banca pisana, algunas concesiones sobre el transporte de mercancías y comerciantes florentinos sobre los territorios y sobre las naves pisanas.
El intento de los Uberti en el año 1177 de vencer el sistema de las alianzas entre consorcios que gobernaban la comuna autónoma se resolvió con una sanguinaria guerra civil que duró cerca de tres años, y con incendios y devastaciones. Desde entonces ellos fueron designados como los factores del Sacro Imperio Romano Germánico, en el nombre del cual estaban sublevados, y signó la primera embrionaria lucha entre los nacientes grupos de los güelfos y gibelinos. También a la fidelidad al papa o al emperador, estas dos facciones en lucha estaban seguramente más interesadas en ganarse, también militarmente, el liderazgo político y económico de la ciudad, con el pretexto de los ideales más nobles y genéricos supranacionales. 
En el año 1193, una nueva insurrección encabezada por los Uberti, sin embargo esta vez apoyados también por los nuevos gremios de los comerciantes y de los artesanos, abolió el sistema de los cónsules, con el beneplácito de Enrique VI del Sacro Imperio Romano Germánico. Si bien instituido de nuevo en el año 1197, era claro que este sistema de gobierno estaba en crisis.

## ElDuecento
En el año 1207 en efecto el gobierno es reformado y se pasó de los dos cónsules a un único podestá, un caballero preferiblemente forastero, tenido así por imparcial y ajeno a la lucha entre las facciones ciudadanas. El primer podestá fue Gualfredo de Milán. Los requisitos para acceder al cargo eran la dignidad caballeresca, la habilidad militar y el conocimiento jurídico, que de hecho restringían la elección de tal manera que la candidatura quedaba reservada para los miembros de familias aristocráticas. En la práctica existía un consejo oligárquico restringido y uno colegial, del cual hacían parte los capitanes de los gremios: hacia la mitad del siglo, el sistema de los gremios estaba completamente organizado.
En el curso del siglo, Florencia vio su apogeo gracias al atractivo de su mercado y la seguridad del condado sujetado por una serie de acciones militares.
Estaba formado en aquel periodo un nuevo gremio: los ricos comerciantes, que habían comenzado a ligarse con políticas matrimoniales a la antigua aristocracia, unían el lujo y el refinamiento al gran poder económico de sus empresas, siendo entonces llamados grandes o magnates.
Del condado provenía un flujo cada vez mayor de gentes, principalmente inmigrantes de calidad, provistas de capital y fuerte espíritu de iniciativa que en breve tiempo habrían multiplicado la población y la economía ciudadana. Pero fuerte era también la demanda de la mano de obra a bajo costo que se amontonaba en míseros "burgos", esto es, zonas densamente habitadas.
El inicio de las luchas entre güelfos y gibelinos es hecho resalir tradicionalmente a la lucha entre las familias Amidei y Bondelmonti desde el año 1216, pero los primeros encuentros efectivos se dieron cuando Federico II del Sacro Imperio Romano Germánico decidió enviar a la ciudad a Federico de Antioquía (podestá desde 1246) para apoyar al partido gibelino. Gracias a la propaganda güelfa, la lucha contra los herejes se unió con aquella contra los gibelinos. En 1244, Pedro de Verona accedió a los ánimos de una parte de la población pidiendo una reforma política y social.
El gobierno gibelino respondió institucionalizando los gremios e introduciendo representantes del "pueblo llano" (la nueva burguesía) junto al podestá. Federico de Antioquia gobernó con métodos duros, y en 1248 reprimió con energía un intento de insurrección güelfa: ellos, en los planes del padre, habrían debido sujetar la ciudad al control imperial. Después de la inicial resistencia, los güelfos fueron derrotados y la ciudad quedaría en manos de los gibelinos, en particular de la familia Uberti. Entretanto, los güelfos se esparcirían por el condado, manteniendo capitales, prestigio y contactos con la Curia pontificia.
El 21 de septiembre de 1250, el ejército florentino fue desbaratado en una emboscada güelfa en Figline Valdarno: un mes después, una insurrección guiada por el "pueblo" derrotaba a Federico y a todas las grandes familias que lo habían apoyado. Comenzaba así el florido periodo del Popolo Vecchio o del Primo Popolo. Desde el punto de vista político, las instituciones reflejaron la situación creada por los gibelinos entre 1244 y 1246 con un doble sistema: por una parte, la Comuna autónoma con el podestá y dos consejos; por la otra, el "pueblo llano" con un presidente (forastero como el podestá) afianzado por otros dos consejos: el de los ancianos, de 12 miembros electos por las 20 compañías militares, según su base territorial, y el de los 24 cónsules de los gremios. El poder ejecutivo y el de iniciativa legislativa esperaban al presidente del "pueblo llano" y al Consejo de los Ancianos, pero las leyes debían ser ratificadas antes por los dos consejos podestariles.
El crecer en importancia de los gremios signaba cada vez una mayor desconfianza hacia el estamento privilegiado, fuera güelfo o gibelino. Por ello, si bien fieles en la alianza con el papado y destacados por Manfredo de Hohenstaufen, los villanos florentinos no se guardaban de decirse güelfos. Resale a aquellos años la demolición de las torres de los nobles por cuestiones de orden público, simbólico y moral. En 1255 se construyó el palacio del pueblo, después llamado el Bargello.
El decenio del Primer Pueblo vio el florecer extraordinario de las actividades económicas, sostenidas también por la propia valuación en oro, el Florín de Florencia: introducido en 1252, fue la primera moneda de oro de Europa occidental, gracias al valor sea en peso que por ley que permanecía extraordinariamente constante ("San Giovanni 'un vuole inganni" es un proverbio fiorentino que dice cómo la efigie de San Juan Bautista sobre el florín era garantía de calidad) asegurando una extraordinaria difusión en toda Europa y en el Mediterráneo, cual moneda para las transacciones económicas importantes, los grandes pagos y los empréstitos internacionales.
La salida de Manfredo de Hohenstaufen después de la derrota de Ezzelino da Romano (1259) la rivalidad de Siena en el campo económico, de Pisa y las hostilidades de los gibelinos fueron las fuerzas que se coaligaron en una guerra contra Florencia que tuvo su momento decisivo el 4 de septiembre de 1260 con la batalla de Montaperti: derrotados desastrosamente los güelfos, los gibelinos retomaron la ciudad, dando vía a una serie de represalias que consistieron en el exilio, la confiscación de los bienes y la destrucción de las casas para los güelfos. Pero cuando el vicario de Manfredo de Hohenstaufen en Toscana propuso en 1264 destruir la ciudad, como Federico Barbarroja había hecho con Milán un siglo antes, la dura oposición de Farinata Uberti salvó a Florencia, como relatan los famosos versos de Dante Alighieri.
En 1263 el papa Urbano IV, decidido a abatir a Manfredo de Hohenstaufen en favor de Carlos I de Anjou, excomulgó a los gibelinos de Florencia y de Siena. Más que las implicaciones religiosas de tal medida, preocupaba la consecuencia de que cada buen cristiano era liberado de pagar las deudas a los excomulgados. Las grandes compañías comerciales se comprometieron a hacer homenaje a la Santa Sede, en cambio de un documento que los colocara en condiciones de exigir los propios créditos.
Bastó la noticia de que Manfredo de Hohenstaufen había sido derrotado en la batalla de Benevento (1266) para hacer sublevarse al pueblo llano contra los gibelinos, que fueron definitivamente derrotados. Se instauró un gobierno cada vez más de tinte güelfo (si bien el pueblo llano y el partido güelfo fueron entonces entidades distintas).
En 1280, gracias a una paz mediada por el cardenal Orsini, muchos gibelinos pudieron retornar a la patria. Presto la suerte en Italia pasó sin embargo a sonreír de nuevo a los gibelinos (la llegada al poder del nuevo emperador Rodolfo I de Habsburgo, la estabilización del poder gibelino en Romaña con Guido da Montefeltro y las Vísperas Sicilianas contra Carlos I de Anjou) reavivando las tensiones entre las facciones. 
La rival de siempre, Pisa, era en el entretiempo derrotada por Génova en 1284, iniciando su decadencia que habría llevado a la conquista por parte de Florencia en 1406.
La respuesta a esta oleada de güelfismo aristocrático fueron los revolucionaros Ordenamientos de Justicia promulgados por el podestá Giano Della Bella en 1295, que dejaban fuera de la vida política a los magnates rindiendo necesaria la inscripción a un gremio para acceder a los prioratos y a los consejos de gobierno, y también predisponiendo una serie de instrumentos para tutelar a los ciudadanos de posibles represalias de las armadas de los magnates. Resale a aquella reforma la institución del Gonfaloniere, supremo magistrado electo por el consejo de los cónsules de los gremios, que era garante del nuevo ordenamiento.
El autor de la reforma, Gianno Della Bella, fue exiliado por sospechas de quererse hacer señor de Florencia: un precio que debió pagar no obstante el apoyo incondicional de gran parte del Pueblo llano como ha testimoniado Dino Compagni. Su exilio fue una suerte de pacto tácito entre Pueblo llano y aristocracia güelfa: el primero había en efecto necesitado de la segunda para su alianza con el papa, el rey de Francia y la Casa de Anjou que permitían la prosperidad de los comercios y de las actividades bancarias. La discriminación entre magnates de antigua y nueva riqueza era cada vez más esfumada. En definitiva la discriminación no estaba basada en el prestigio social o en el estilo de vida, sino más que nada en el plano político: era un magnate quien podía dar sospechas de atentar contra la supremacía del pueblo llano en el gobierno de la ciudad.
Un ulterior motivo de tensión fue representado por la escisión de los güelfos en las dos facciones de los Donati (los "negros" más ligados al papado y sostenidos por la elite mercantil y financiera) y de los Cerchi (los "blancos" moderados). El periodo de desórdenes concluyó con la derrota de los blancos. La oligarquía mercantil, que debía contrastar la oposición sea de los nobles sea de los otros gremios, los 5 «medianos» y los 9 «menores» cuyo malcontento crecía, mientras se aguaba el contraste entre popolo grasso (pueblo gordo) y popolo minuto (pueblo flaco). Pero las controversias no concluyeron con la derrota de los blancos, en cuanto también la facción de los negros se dividió en donatescos (encabezados por Corso Donati) y tosingos (secuaces de Rosso del Tosa). Después de la muerte de Corso Donati y la derrota de sus secuaces, la situación ciudadana se tranquilizó temporalmente.

## ElTrecento
El principio del siglo XIV signó nuevos récord para la economía, el arte y la cultura florentina. La economía era impulsada por las empresas bancarias (de los Spini, de los Frescobaldi, de los Bardi, de los Peruzzi, de los Mozzi, de los Acciaiuoli y de los Bonaccorsi), que prestaban dinero a altas tasas (y a alto riesgo) al Papado de Aviñón y a los soberanos de toda Europa (sobre todo a los reyes de Francia y los Reyes de Inglaterra) y por las industrias manufactureras, sobre todo laneras: está probado que en Florencia se refinaron y se produjeron directamente entre el 7 % y el 10 % de todos los paños de lana producidos en Occidente, con una gran demanda de tinturas y de mano de obra, la cual era empleada en las cerca de treinta fases de la elaboración de los hilos de lana. El comercio, las actividades bancarias y las manufactureras se sostenían generando un círculo virtuoso que generaba extraordinarias riquezas, las cuales no llegaban a la gran parte de los mal pagos gremios subalternos de la ciudad y del condado.
El avivamiento de la guerra de los Cien Años trajo la noticia de la insolvencia del Rey Eduardo III de Inglaterra, al cual muchos banqueros florentinos habían prestado ingentes sumas de dinero. Esto produjo una serie de quiebras en cadena desastrosas para la economía ciudadana.
Ya en 1311 quebraron los Mozzi y en 1326 los Scali. En 1333 un desastroso aluvión rompió tres de los cuatro puentes sobre el Arno, destruyendo también la antigua estatua de Marte protectora de la ciudad, que fue interpretado como un triste presagio.
El periodo más negro fue entre 1342 y 1346 cuando quebraron en cadena los Bardi, los Peruzzi, los Acciaiuoli y los Bonaccorsi. Pero las familias de magnates lograron salvar parte de su riqueza reconvirtiéndola en feudos y castillos.
Para remediar una situación social sobre el filo del colapso y de la consecuente instabilidad política se decidió confiar el gobierno a un noble francés ya conocido en Florencia durante su visita al séquito de Carlos de Calabria entre 1325 y 1327: Walter VI de Brienne, duque nominal de Atenas.
Su política hizo sin embargo arrepentir a los florentinos, poco inclinados a soportar sus golpes de cabeza, las iniciativas arrogantes y los modos soberbiamente caballerescos. El duque de Atenas, buscando desvincularse del sostén de la clase magnate que lo había llamado a la ciudad, inició a promover una política moderadamente favorable a los grupos subalternos, probablemente con el interés de constituir una base de apoyo independiente. El pueblo flaco, entre los cuales se destacaban por número los trabajadores subalternos del Gremio de la Lana (los "Ciompi") estaba en efecto afuera de la organización de los gremios y también de la vida política, y recibía bajos salarios que permitían solo una magra subsistencia.
Esta política fue la gota que hizo rebalsar el vaso para los ya desconfiados "popolani grassi" que le habían confiado el gobierno, que iniciaron a conjurar contra él, también con más iniciativas independientes, derrocándolo y constriñéndolo a la fuga el 26 de julio de 1343, día de Santa Ana que quedó en los anales ciudadanos como fecha para festejar por la recuperada libertad. 
La epidemia de la Peste Negra de 1348 golpeó toda Europa, dando el golpe de gracia a una economía que estaba ya sufriendo un general estancamiento. Algunas cuantificaciones hablan de una reducción de la población florentina comprendida entre el 40 % y el 60 %, similar a la de otras grandes ciudades de la época. Se considera que muchos también escaparon de la ciudad por el miedo del contagio, como testimonia Giovanni Boccaccio, que en el Decamerón retrató aquella sociedad cortés y áurea sobre el filo de la destrucción.
La escasez de mano de obra llevó a la parálisis de las actividades económicas, comprendiendo las agrícolas que agravaron la situación con años de grave carestía. Finalmente completan el difícil cuadro las frecuentes guerras y los saqueos de las Compañías de Ventura. En Florencia como en otras ciudades de Italia central la gravedad de la situación tuvo como consecuencia una serie de agitaciones de los grupos subalternos reducidos a la miseria.
Desde 1343, el acceso a los órganos de gobierno es redefinido con el sistema del "embolsamiento" esto es la extracción a suerte de los nombres de los candidatos insertos dentro de "bolsas" Los nombres embolsados eran elegidos entre los ciudadanos del pueblo gordo, depurados sin embargo de los nombres desagradables al grupo dirigente del partido güelfo, que podía "amonestar" (esto es excluir de las listas) a los ciudadanos declarándolos "gibelinos".
Eran excluidos todos los exponentes del pueblo flaco, que no solo no tenían ningún gremio en el cual participar, ni poseían tampoco el derecho de reunirse por cualquier motivo, ni siquiera en confraternidades religiosas. Se produjo una situación donde una parte eran las familias güelfas dirigentes, arrocadas sobre su posición predominante, y por la otra sus oponentes políticos, excluidos de los cargos, igual que los grupos subalternos. Entre 1350 y 1375 se hizo cada vez más evidente un corte transversal que se oponía al Pueblo Gordo, comprensivo de algunas familias magnates, las familias juntas frescas del condado en busca de mayor fortuna colmando los lugares dejados entre los muros de la pestilencia y el Pueblo Flaco.
En 1375, los legados pontificios estaban sujetando los Estados Pontificios en vista de un inminente retorno del papa a Roma desde Aviñón. Los legados, todos de origen francés y mal vistos por la población local, estaban entretenidos con otros problemas en Emilia-Romaña cuando ocurrió en Florencia la solicitud de grano que el cardenal de Bolonia Guillermo de Nollet declinó secamente. La acción es interpretada como un intento de debilitar Florencia antes de probar conquistarla, agravada por el ingreso de las tropas de Giovanni Acuto en el territorio fiorentino (si bien el legado desmintió que el mercenario inglés estuviese al sueldo de la Iglesia) Los florentinos fueron incitados a la revuelta sobre todo a través de los grupos subalternos por los herejes fraticelli ("frailuchos"), enemigos de la riqueza de la corte aviñonesa. Así, fue declarada la guerra a la Santa Sede, y se fomentó la revuelta también en otras ciudades sujetas al papado.
En Florencia es creada una magistratura de los "Ocho de Guerra". En 1376 se unió a la liga Bolonia, fuertemente subvencionada a rebelarse por Florencia. Fue entonces (31 de marzo de 1376) cuando el papa Gregorio XI decidió excomulgar a los florentinos, declarar decaído cualquier crédito hacia ellos y deportar a seiscientos a Aviñón tras confiscarles todos sus bienes.
La respuesta de los florentinos fue la de iniciar a llamar a los ocho magistrados de la guerra "Ocho santos" a subrayar la legitimidad moral de sus reivindicaciones. Cuando Catalina de Siena, gran mediadora entre los intereses opuestos de los florentinos y del papado , obtiene el reingreso del papa en Italia, se abrieron nuevas tratativas, que sin embargo no tuvieron el éxito esperado. Con la tregua estipulada por Bolonia, los florentinos decidieron enrolar a Giovanni Acuto de su parte (abril de 1377) mientras el clero fiorentino era pesadamente gravado y obligado a reabrir las iglesias y celebrar las funciones.
La intransigencia de los Ocho era mediada por la intervención de Bernabé Visconti, que convocó una conferencia de tratativas en Sarzana (12 de marzo de 1378) interrumpida pocos días después por la muerte de Gregorio XI. Con la elección de Urbano VI se logró la paz, firmada el 28 de julio de 1378 en Tívoli. Los florentinos se empeñaron a pagar, a cambio de la cancelación de la interdicción, la suma de 250.000 florines que fueron después pagados solo en parte.
Después de la guerra de los Ocho Santos, el Popolo Minuto no tardó en alzar de nuevo su voz, esta vez con una serie de reivindicaciones que signaron una notable cosa en las instituciones de la República: en julio de 1378 explotaba el Tumulto de los Ciompi, con el cual los trabajadores del Gremio de la Lana (llamados "Ciompi") reivindicaban salarios más altos, condiciones de vida mejores y el reconocimiento jurídico de su profesión en un gremio. Por primera vez (o casi) en Europa una clase trabajadora "proletaria" reivindicaba mayores derechos y su protesta, también gracias a un efecto sorpresa, fue coronada por un rápido suceso. Sin embargo las divisiones internas, llevaron también a una veloz derrota de los "Ciompi" y la anulación de las reformas obtenidas en 1382.
Después de la represión de los Ciompi, el poder político tornó en manos de un restringido número de familias de banqueros, entre los cuales la familia Albizzi (gobierno oligárquico de 1382 a 1434), que buscaron evitar que Florencia se transformase en un señorío. Los tiempos estaban maduros para el regreso de la forma más propiamente comunal y para el pasaje a la forma señorial. Los Albizzi no desdeñaban usar la violencia y, gracias al control de las listas de los ciudadanos a elegir, era creado un sólido grupo de familias aliadas, que supo derribar a los rivales: primero los Ricci, después los Alberti, los cuales habían logrado apoyo también del grupo subalterno. Pero si los Albizi representaban la vieja oligarquía, lo nuevo que avanzaba, de las nuevas familias urbanizadas y enriquecidas recientemente, se coaligó presto en torno a los Medici.

## ElQuattrocento
La elocuente prosa ciceroniana de Coluccio Salutati celebraba el encuentro entre la libertad florentina y la tiranía de Gian Galeazzo Visconti deseoso de ampliar su dominio sobre Italia central. Pero el concepto de libertad tan caro a los florentinos era diferente de las políticas sociales actuales: la libertad resguardaba la ciudad respecto a entes superiores como el Imperio o los señores externos, pero desde un punto de vista interno la oligarquía en el poder no concedía ninguna libertad política a los grupos subalternos: la tiranía de los Visconti por ciertos aspectos era demostrada en el complejo menos dura, menos fiscal y rapaz, y más respetuosa de las autonomías locales que la libertad florentina en Toscana.
El pueblo llano, excluido del gobierno, intentó varias veces abatir a la oligarquía, hasta que se alió a los Medici. En 1433, Cosimo I de Medici fue exiliado; el año siguiente sus sostenedores obtuvieron el priorato y Cosimo fue reclamado en Florencia. Su retorno signó el fin del gobierno oligárquico y el inicio del Señorío de los Medici.
Cosimo I de Medici (1434-1464) conservó las formas exteriores de la república, pero obtuvo del pueblo el poder de decidir los nombres de los candidatos a los cargos de la Comuna. En tal modo, Cosimo de facto mantiene el gobierno de la ciudad. Estipulando algunas alianzas, Cosimo llegó a evitar que Milán o Venecia asumieran el predominio en Padania y a consolidar el dominio de Florencia en Toscana.
La República de Lucca fue la única ciudad-estado que no se sometió nunca a Florencia, quedando siempre independiente y soberana. Aceptó solo anexarse al Gran Ducado de Toscana en el Congreso de Viena y después al Reino de Italia (1861-1946).
El primer periodo del dominio de los Medici finalizó con el retorno de un gobierno republicano, influenciado por el radical prior dominico Girolamo Savonarola (que fue ajusticiado en 1498 y que antes de morir dejó un tratado sobre el gobierno de Florencia) en cuyas palabras se encuentran argumentos que serán objeto de controversias religiosas de los siglos siguientes.
Girolamo Savonarola fue famoso por sus sermones: reconoció en el exilio de los Medici el trabajo de Dios, que los castigaba así por su decadencia. Aprovechó la oportunidad para hacer reformas políticas que llevaran a un gobierno más democrático. Su obsesiva persecución de la extendida sodomía y otros placeres mundanos influenciaron y presagiaron la mayoría de las controversias religiosas de los siglos siguientes. Pero cuando Savonarola acusó públicamente al papa Alejandro VI de corrupción, se le prohibió que hablara en público, pero desobedeció y fue excomulgado. Los florentinos, cansados de sus enseñanzas radicales, se volvieron contra él y lo arrestaron. Fue declarado hereje y quemado en la hoguera en la Plaza de la Señoría el 23 de mayo de 1498.
Florencia siguió teniendo una gran industria textil. A partir de finales del siglo XV, la materia prima más usada pasó a ser la lana merina castellana, lo cual llevó a que se estableciesen en Florencia numerosos mercaderes castellanos como los Astudillo.

## ElCinquecento
Otra personalidad inusual fue Nicolás Maquiavelo, cuyos consejos para la regeneración de Florencia bajo un liderazgo fuerte han sido con frecuencia vistos como la legitimación de la conveniencia política e incluso del abuso de autoridad. Maquiavelo, por encargo de los Medici, escribió las "Historias Florentinas", la historia de la ciudad. Florencia destierra a los Medici por segunda vez y restablece la república el 16 de mayo de 1527.
De nuevo restaurados con el apoyo del emperador Carlos V y del papa, los Medici se convierten en 1537 en duques hereditarios de Florencia y en 1569 en grandes duques de Toscana, gobernando por dos siglos. En toda la Toscana, sólo la República de Lucca (más tarde un ducado) y el Principado de Piombino eran independientes de Florencia.
La oleada de investigación artística, literaria y científica que tuvo lugar en Florencia en los siglos XIV al XVI fue propiciado por la preocupación por el dinero, la banca y el comercio y con el despliegue de riqueza y ocio. Con el dinero ganado, los Medici, banqueros muy ricos, patrocinaron a diferentes artistas como Miguel Ángel.
Además, la crisis de la Iglesia católica (especialmente la controversia sobre el Papado de Aviñón y el Gran Cisma de Occidente) unida a los efectos catastróficos de la Peste Negra de 1348, llevaron a una revaluación de los valores medievales, dando como resultado el desarrollo de una cultura humanista, estimulada por los trabajos de Petrarca y Giovanni Boccaccio. Estos hechos propiciaron la revisión y el estudio de la antigüedad clásica de los que surgiría el Renacimiento. Florencia se benefició material y culturalmente de sus intercambios marítimos en conciencia social.

## Edad Moderna
La extinción de la línea Medici y la ascensión en 1737 de Francisco Esteban, duque de Lorena y marido de María Teresa I de Austria, condujo a una temporal inclusión de la Toscana en los territorios de la corona austriaca. Se convirtió en una segundogenitura de la dinastía Habsburgo-Lorena, que fue depuesta por los Borbon-Parma en 1801 (a su vez depuestos en 1807) y restaurados en el Congreso de Viena; la Toscana se convirtió en una provincia del Reino de Italia (1861-1946).
Florencia sustituyó a Turín como capital del Reino de Italia en 1865, y estableció el primer parlamento nacional, que sería trasladado a Roma seis años más tarde, después de que la retirada de las tropas francesas hiciera posible su conquista.